# Полквілл (Північна Кароліна)
Полквілл (англ. Polkville) — місто (англ. city) в США, в окрузі Клівленд штату Північна Кароліна. Населення — 516 осіб (2020).

## Географія
Полквілл розташований за координатами 35°24′59″ пн. ш. 81°38′38″ зх. д. / 35.41639° пн. ш. 81.64389° зх. д. (35.416319, -81.644020).  За даними Бюро перепису населення США в 2010 році місто мало площу 4,81 км², уся площа — суходіл.

## Демографія
Згідно з переписом 2010 року, у місті мешкало 545 осіб у 231 домогосподарстві у складі 157 родин. Густота населення становила 113 осіб/км².  Було 279 помешкань (58/км²).
Расовий склад населення:
| - 96,5 % — білих - 1,7 % — чорних або афроамериканців - 0,2 % — вихідців з тихоокеанських островів - 0,2 % — азіатів |

До двох чи більше рас належало 1,5 %. Частка іспаномовних становила 3,9 % від усіх жителів.
За віковим діапазоном населення розподілялося таким чином: 21,3 % — особи молодші 18 років, 60,4 % — особи у віці 18—64 років, 18,3 % — особи у віці 65 років та старші. Медіана віку мешканця становила 41,8 року. На 100 осіб жіночої статі у місті припадало 94,6 чоловіків;  на 100 жінок у віці від 18 років та старших — 95,0 чоловіків також старших 18 років.
Середній дохід на одне домашнє господарство  становив 48 253 долари США (медіана — 35 625), а середній дохід на одну сім'ю — 56 361 долар (медіана — 41 875). Медіана доходів становила 41 442 долари для чоловіків та 22 917 доларів для жінок. За межею бідності перебувало 7,9 % осіб, у тому числі 8,2 % дітей у віці до 18 років та 15,3 % осіб у віці 65 років та старших.
Цивільне працевлаштоване населення становило 226 осіб. Основні галузі зайнятості: освіта, охорона здоров'я та соціальна допомога — 25,7 %, роздрібна торгівля — 20,4 %, виробництво — 19,9 %.